# Friedrich von Kenner
Friedrich von Kenner (Linz, 15 luglio 1834 – Vienna, 28 novembre 1922) è stato un archeologo e numismatico austriaco.

## Biografia

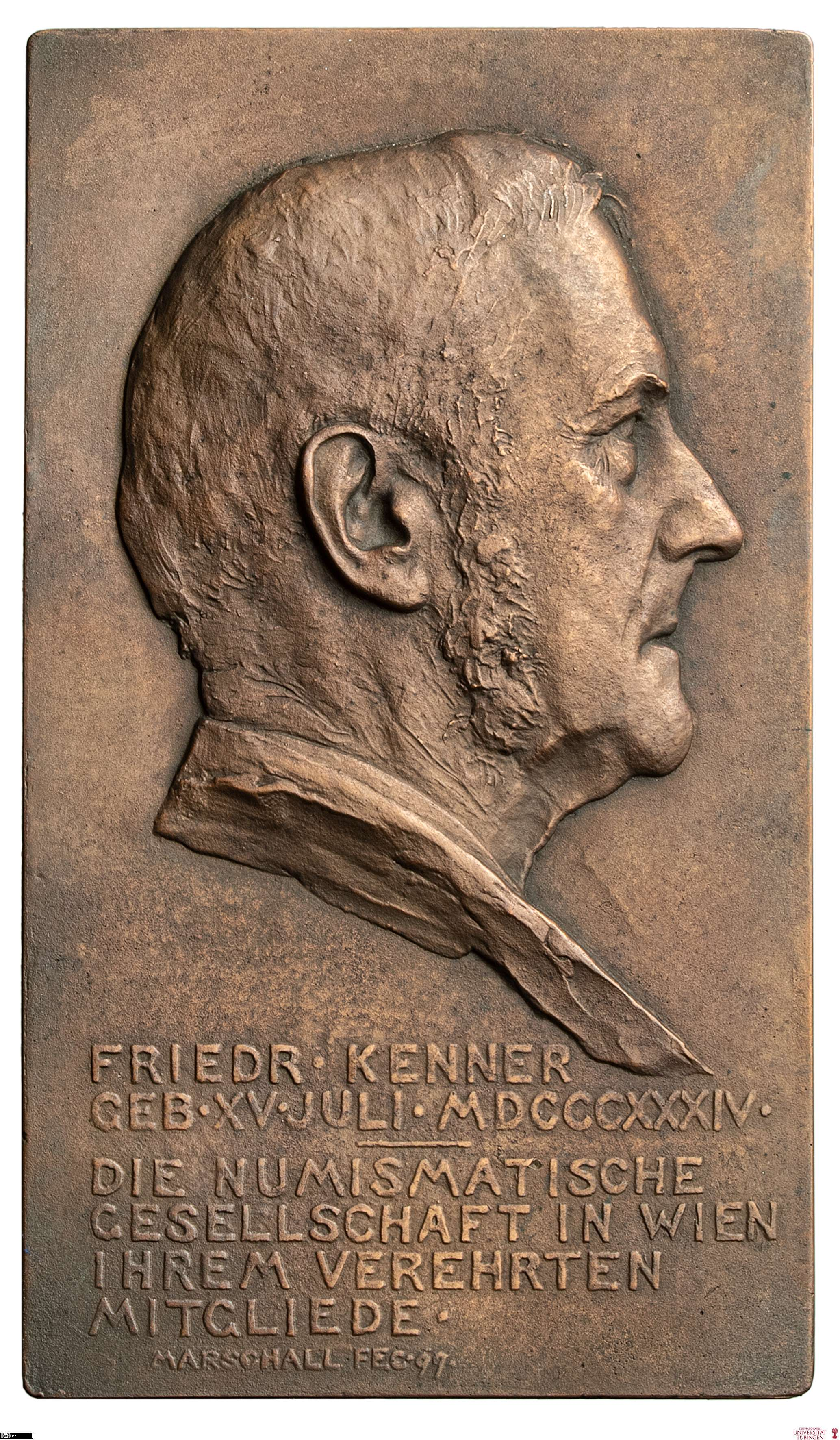
Placca commemorativa di Friedrich Kenner (1899)

Friedrich Kenner era il figlio del poeta austriaco Joseph Kenner. Studiò all'Università di Vienna, dove si laureò nel 1858. Già dal 1854 collaborava con il k.k. Münz- und Antikenkabinett (reale imperiale gabinetto numismatico e antiquario) del Kunsthistorisches Museum, di cui prese la direzione nel 1883, fino al suo pensionamento nel 1899.
Nel 1864 divenne corrispondente e nel 1872 socio ordinario dell'allora Accademia viennese delle Scienze, nel 1870 membro della Accademia delle belle arti di Vienna. Fece anche parte della tutela per i monumenti storici e artistici. Fu tra i membri fondatori della Numismatische Gesellschaft (Società Numismatica), del cui consiglio fu membro dal 1870 al 1919.  Nel 1910 gli fu conferita la medaglia della Royal Numismatic Society.
L'area di specializzazione di Kenner erano la numismatica romana e le ricerche nella zona di Vienna e e della Bassa Austria. Suggerì l'istituzione del Museum Vindobonense, che in seguito divenne la base del Wien Museum. Consigliò anche l'esplorazione del Limes danubiano in Austria.
Le sue numerose pubblicazioni hanno documentato i ritrovamenti romani nell'area Vienna.
Nel 1899 gli venne dedicata una placca.

## Alcune pubblicazioni
- Übersicht der Sammlungen des k.k. Münz- und Antiken-Cabinets
- Verzeichnis der ägyptischen Altertümer des k.k. Münz- und Antiken-Kabinetes
- Joseph Ritter von Arneth. Jacob & Holzhausen: Vienna 1864
- Noricum und Pannonia. Untersuchung über die römischen Verteidigungsanstalten in den mittleren Donauländern. Vienna 1870
- Die Münzsammlung des Stiftes St. Florian in Oberösterreich. Braumüller: Vienna 1871
- Joseph Hilarius von Eckhel. Verlag der Numismatischen Gesellschaft: Vienna 1871
- Moneta Augusti. Staatsdruckerei: Vienna 1886
- Il medaglione romano, in Rivista italiana di numismatica, 1889
- Die Porträtsammlung des Erzherzogs Ferdinand von Tirol. Holzhausen: Vienna 1893
- Bericht über römische Funde in Wien in den Jahren 1896-1900. Staatsdruckerei: Vienna 1900
- Der Altertums-Verein zu Wien (1853-1903). Festvortrag zu seinem 50-jährigen Jubiläum. Brzezowsky: Vienna 1903
- Römische Funde in Wien aus den Jahren 1901-1903. Vienna 1904